# Berend Strik

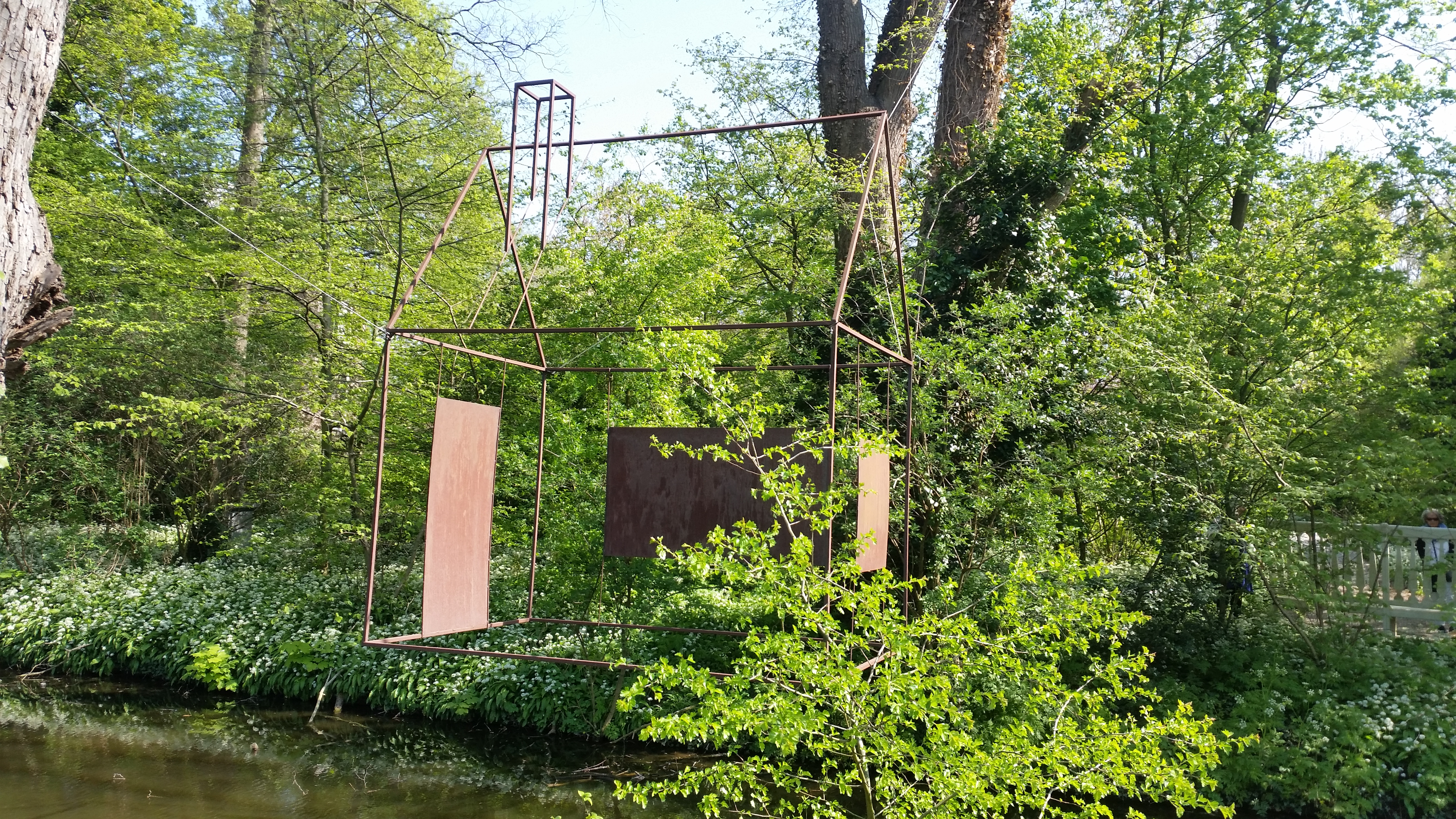
Anachoreoo uit 2015 (april 2020)

Berend Strik (Nijmegen, 26 april 1960) is een Nederlands beeldend kunstenaar die woont en werkt in Amsterdam.

## Biografie
Strik groeide op in Nijmegen. Hij studeerde van 1985 tot 1988 aan de Rijksakademie van beeldende kunsten in Amsterdam.
Van 1998 tot 2000 volgde hij het International Studio & Curatorial Program (ISCP) in New York. In 2001 was hij "artist in residence" in Het Vijfde Seizoen, Den Dolder.
Strik heeft meerdere (inter)nationale prijzen gewonnen, waaronder in 1987 de Prix de Rome (tweede prijs, beeldhouwen), in 1990 de Charlotte Köhler Prijs voor beeldende kunst en in 1992 de Dorothea von Stetten Kunstpreis.
Strik exposeert zowel solo als in groepstentoonstellingen. In 1994 had Strik een solotentoonstelling in het Stedelijk Museum Amsterdam genaamd Sadness, Sluices, Mermaids, Delay. In 2010/2011 presenteerde Museum Het Valkhof (Nijmegen) een overzichtstentoonstelling van zijn oeuvre, met de titel May I Show You My Pictures? Hierbij is een gelijknamige publicatie verschenen.
Ook internationaal is het werk van Strik te zien geweest in diverse tentoonstellingen. Zo maakte het in 2007/2008 onderdeel uit van de groepstentoonstelling PRICKED! EXTREME EMBROIDERY in het Museum of Arts and Design (New York). In deze tentoonstelling werd het werk getoond van 48 kunstenaars uit 17 landen die op zeer diverse wijze het borduren toepassen in hun werk. Het MUDAM (Luxemburg) toonde zijn werk in 2010 in de groepstentoonstelling Just love me samen met het werk van o.a. Donald Judd, Mike Kelley, Sigmar Polke, Gerhard Richter en Luc Tuymans.
In het kader van het project Hollandse Meesters in de 21e eeuw, waarin Nederlandse kunstenaars van dit moment door hedendaagse filmmakers worden gevolgd in hun werkruimtes, heeft Boris Gerrets in 2012 een atelierportet van Berend Strik gemaakt.
Diverse musea hebben het werk van Strik opgenomen in hun collectie. Daaronder het Stedelijk Museum Amsterdam (Amsterdam), Museum Boijmans Van Beuningen (Rotterdam), Museum Het Valkhof (Nijmegen), Fries Museum (Leeuwarden), SCHUNCK (Heerlen), Museum Het Domein (Sittard) en het TextielMuseum (Tilburg).
Daarnaast bevindt het werk van Berend Strik zich o.a. in de volgende bedrijfscollecties: Stichting Kunst & Historisch Bezit ABN AMRO, Achmea Kunstcollectie, AKZO Nobel Art Foundation, AMC Collectie, de Bouwfonds Kunstcollectie, Kunstcollectie De Nederlandsche Bank en de Rabo Kunstcollectie.

## Werk
Strik heeft in diverse disciplines gewerkt, van tweedimensionale werken, tot sculptuur, tot architectuur. Hij is echter het bekendst om zijn geborduurde werken. Voor een hedendaagse mannelijke kunstenaar biedt deze techniek de mogelijkheid om te werken buiten lange tradities, terwijl borduren op zichzelf ook geen persoonlijke signatuur laat zien. Hij liet zijn eerste boorduurwerk uitvoeren in Hongarije, waar een van zijn grootvaders vandaan komt en liet zich inspireren door de vitale volkskunst. Omdat hij niet los wil staan van de huidige tijd, kiest hij voor realisme.
Aanvankelijk nam hij hiervoor gevonden materiaal als uitgangspunt, foto’s uit familiealbums en uit tijdschriften bijvoorbeeld. In zijn recentere werk zijn het vaak tijdens zijn reizen door hemzelf gemaakte foto’s, die als basis dienen. Strik borduurt over het originele beeld en voegt stukken van stof toe.

### Oeuvre (selectie)
In 1994 heeft Berend Strik samen met beeldend kunstenaar Hans van Houwelingen nieuwe glas-in-loodramen ontworpen voor het poppodium Paradiso in Amsterdam. Deze ramen met de titel De moderne moraal verbeelden eigentijdse interpretaties van onder andere "De liefde", "Het huwelijk", "De moeder", "De schepping" en "De dood". Voor de verbeelding van het eigentijdse huwelijk hebben de kunstenaars gekozen voor het homohuwelijk, en "De moeder" wordt verbeeld door een hoogzwangere carrièrevrouw. In het raam "De Schepping" is het gekloonde schaap Dolly te zien.  De ramen zijn fotografisch gebrandschilderd: een opname in zwart/wit wordt omgezet in een fijnkorrelige kleurenfilm en die wordt weer gezeefdrukt.
Voor de foyer van TivoliVredenburg in Utrecht heeft Berend Strik in 2000 Electric Church ontworpen, een eerbetoon aan Jimi Hendrix. Het werk bestaat uit een nis achter een hekwerk. In deze nis bevindt zich een gele bank waarboven foto's van Jimi Hendrix en twee van zijn bandleden hangen.
Berend Strik reisde in 2009 naar de Westelijke Jordaanoever en Oost-Jeruzalem, waar hij langsging bij Joodse en Palestijnse woonplaatsen. De foto’s die hij hier maakte vormen de basis van diverse werken waarop enerzijds onbeduidende taferelen zichtbaar zijn maar anderzijds de heersende spanning van het gebied wordt blootgelegd.
In 2010 heeft Strik, in opdracht van Vesteda, 52 werken gerealiseerd waarin hij de diverse aspecten van de architectuur van architect Álvaro Siza aan de orde laat komen. Deze werken zijn te zien in de, door Siza ontworpen, woontoren New Orleans op de Wilhelminapier in Rotterdam.
Sinds 2012 werkt Strik aan een serie over het kunstenaarsatelier Decipher the Artist's Mind. Voor deze serie heeft hij ateliers van verschillende kunstenaars bezocht en gefotografeerd. Deze foto's zijn vervolgens bewerkt. Het zijn niet zozeer de betreffende kunstenaars die centraal staan in deze serie, maar veel meer hun ateliers. Voor ditzelfde project verbleef Strik in 2013 drie maanden in Yogyakarta.
Vanaf 2015 wordt zijn folly Anachoreoo tentoongesteld in Park Frankendael.

### Solotentoonstellingen (selectie)
- 1991 - Pas de Deux (met Hans van Houwelingen), H.C.A.K., Den Haag
- 1994 - Sadness, Sluices, Mermaids, Delay, Stedelijk Museum, Amsterdam
- 1998 - Berend Strik and One Architecture, Vleeshal, Middelburg
- 1999 - In the Tree, International Studio Program, New York, USA
- 1999 - Good Morning Herbert, Fries Museum, Leeuwarden
- 2002 - Ssssnnnniiiiffffff, Kabinett, Zürich, Zwitserland
- 2002 - Binz 39 (with One Architecture), Zürich, Zwitserland
- 2004 - Body Electric, Fries Museum, Leeuwarden
- 2010 - Strik / Siza, New Orleans, Vesteda, Rotterdam
- 2010 - May I Show You My Pictures, Museum Het Valkhof, Nijmegen
- 2011 - Crushed, Stitched and Transfixed, Oslo Museum, Gallery IKM, Noorwegen
- 2014 - Studio in the Studio, Heden, Den Haag
- 2014 - Exhibiting the Studio, Het Nieuwe Instituut, Rotterdam
- 2021 - The Needles, Galerie Fons Welters, Amsterdam.[7]

### Groepstentoonstellingen (selectie)
- 1987 - Prix de Rome, Stadhuis, Amsterdam
- 1988 - Een Grote Activiteit, Stedelijk Museum, Amsterdam
- 1989 - Capital Gains, Museum Fodor, Amsterdam
- 1989 - Mik, Leijenaar, Strik, Museum Het Kruithuis, Den Bosch
- 1992 - Welcome Stranger, Multimedia project in een verlaten huis, Amsterdam
- 1993 - Dorothea von Stetten Kunstpreis, Kunstmuseum Bonn
- 1993 - Du fil repeindre, FRAC, Montpellier
- 1993 - Scuola, Scuola di San Pasquale, Venetië
- 1993 - Vrij Spel, Gemeentemuseum, Arnhem
- 1994 - Het Grote Gedicht. Nederlandse Beeldhouwkunst 1945 - 1994, Grote Kerk, Den Haag
- 1994 - Rendez Vous Provoqué, Musée National d'Histoire et d'Art, Luxembourg / Museum De Lakenhal, Leiden
- 1995 - The Other Self, National Gallery of Modern Art, New Delhi
- 1996 - Abendland, Städtische Ausstellungshalle, Münster
- 1996 - The Other Self, Stedelijk Museum Bureau Amsterdam, Amsterdam
- 1997 - Het Eigen Gezicht - Rijksakademie 1986-1997, een keuze van Auke de Vries, Museum Beelden aan Zee, Scheveningen
- 1997 - The People's Choice (with One Architecture), Kunsthal Rotterdam
- 1998 - Vous Etes Ici: Silkscream Series, Kunstraum Neue Kunst, Hannover
- 1999 - Trouble Spot. Painting, MuHKA/NICC, Antwerpen
- 2000 - Biennale de Lyon, curated by Jean Hubert Martin, Lyon
- 2000 - Japan, curated by Camiel van Winkel, Vleeshal, Middelburg
- 2001 - Pleidooi voor intuïtie, Gemeentemuseum Den Haag
- 2001 - The Presentation, Stedelijk Museum, Amsterdam
- 2002 - It's Unfair, De Paviljoens, Almere
- 2002 - Life in a glass house, Stedelijk Museum, Amsterdam
- 2003 - Material Matters, Kunsthallen Brandts Klaedefabrik, Odense, Denemarken
- 2004 - Oogstrelend Schoon, CODA, Apeldoorn
- 2004 - Secrets of the nineties, Museum voor Moderne Kunst Arnhem
- 2005 - Les Très Riches Heures, Museum Het Valkhof, Nijmegen
- 2005 - Slow Art, The Current Art Scene, Museum Kunst Palast, Düsseldorf
- 2006 - Room with a view: De Bouwfonds Kunstcollectie, Gemeentemuseum Den Haag, Den Haag
- 2007 - A Faithful Eye: Modern and Contemporary Art from The Netherlands: The ABN AMRO Collection, Grand Rapids Art Museum, Grand Rapids
- 2007 - PRICKED! EXTREME EMBROIDERY, Museum of Arts and Design, New York
- 2008 - Black is Beautiful, Stedelijk museum in De Nieuwe Kerk, Amsterdam
- 2008 - Mooi niet: Werken uit de collectie van Museum Het Domein, Gouvernement, Maastricht
- 2009 - Gagarin; the Artists in their own words (The First Decade), SMAK, Gent
- 2009 - Towing the Line, Drawing Space (40 Dutch artists defining the moment in Holland), White Box, New York
- 2010 - Declared Unobscene, Glasmuseum, Leerdam
- 2010 - Een mooi ding, Museum Hilversum
- 2010 - Just love me, MUDAM, Luxemburg
- 2011 - I promise to love you, Caldic Collection, Kunsthal, Rotterdam
- 2011 - Valéry Proust Museum / White Cube Fever, Mu.ZEE, Oostende
- 2012 - Parelen in de Kunst, Museum de Lakenhal, Leiden
- 2013 - Dread - Fear in the age of technological acceleration, De Hallen, Haarlem
- 2013 - Hand Made: lang leve het ambacht, Museum Boijmans Van Beuningen, Rotterdam
- 2013 - Kanaal 2013, Gemeentemuseum Helmond
- 2013 - The Studio and The Studio, i.c.w. Juha van 't Zelfde, Het Nieuwe Instituut, Rotterdam
- 2013 - Wit - fotografie, kunst, design, mode, film, Nederlands Fotomuseum, Rotterdam
- 2014 - Threads. Textile in art & design, Museum voor Moderne Kunst Arnhem